# Acan
Segons l'Antic Testament, Acan (en hebreu, עָכָן בן-כַּרְמִי Akhan ben Carmí) va ser el protagonista negatiu de la presa de Jericó per part de Josuè.
Acan pertanyia a la tribu de Judà, i descendia d'aquell patriarca. El seu pare es deia Carmí, el seu avi era Zabdí i el seu besavi Zèrah, fill del patriarca Judà.
Va néixer durant els quaranta anys de l'Èxode pel desert del poble hebreu. En arribar al riu Jordà, Acan va travessar-lo a peu sec gràcies als levites portadors de l'Arca de l'Aliança, que havien aturat les aigües perquè tot el poble pogués passar. Després de creuar el riu Jordà, va ser circumcidat.

## La conquesta de Canaan
En començar la conquesta de la Terra Promesa va sumar-se a l'exèrcit d'Israel sota el comandament de Josuè, que segons la Bíblia, el formaven uns quaranta mil homes. El primer objectiu va ser la ciutat de Jericó, que volien destruir, tot i que Jahvè va prohibir que ningú s'apropiés de béns ni riqueses. Van arribar prop de Jericó però en lloc d'atacar-la van acampar als afores. L'endemà a trenc d'alba, van agafar l'Arca de l'Aliança i van fer una volta sencera al perímetre de la ciutat, sense atacar i en silenci. Aquest ritual va durar sis dies.
Al setè dia, van fer set tombs sencers i al final, els sacerdots van tocar els seus corns i tot el poble va fer un crit de guerra; en aquell instant les muralles de Jericó es van esfondrar i la presa de la ciutat va ser ja extremadament fàcil per les tropes de Josuè. Aleshores van cremar i enderrocar la ciutat, i van exterminar els seus habitants. A més, Josuè promulgà un edicte pel qual no es podia reconstruir aquella ciutat. Però durant el saqueig Acan s'apropià d'or i monedes de plata secretament.
Poc després, l'exèrcit israelita va atacar la ciutat d'Ai, convençuts de la victòria després de l'èxit de Jericó. Resultà però que van ser rebutjats fàcilment per l'exèrcit local i es retiraren amb prop de tres mil baixes.

## Mort d'Acan
Es va considerar que hi havia algú que havia ofès Jahvè i que per això no havien ocupat la ciutat. Aleshores, Josuè va fer un sorteig (que es considerava un acte diví d'elecció del culpable): 
1) En el primer sorteig es va dividir el poble segons les tribus d'Israel; l'escollida va resultar ser la tribu de Judà.
2) En el segon sorteig es va comptar la tribu segons les famílies; la sort caigué en els descendents de Zèrah.
3) Finalment, s'escollí a l'atzar un membre d'aquesta família i tocà a Acan.
Acan, penedit, va confessar davant el poble que havia agafat béns durant el saqueig de Jericó. Aleshores, el poble el va apedregar i després, ja malferit, va ser condemnat a la foguera juntament amb tota la seva família i les seves pertinences.
Al cap d'uns dies, els israelians van tornar a atacar Ai i aquest cop, van saquejar la població i van matar els dotze mil habitants de la ciutat.